# Alfredo da Silva Sampaio
Alfredo da Silva Sampaio (Angra do Heroísmo, 19 de setembro de 1862 — Angra do Heroísmo, 21 de novembro de 1918) foi médico e naturalista, tendo-se notabilizado pela publicação da obra Memória sobre a Ilha Terceira, uma vasta monografia sobre a história natural, geologia, geografia e história da ilha Terceira. Em 1895, com o nome simbólico Aquiles, estava ligado a um triângulo maçónico existente em Angra do Heroísmo.

## Biografia
Nasceu em Angra do Heroísmo, filho do médico-cirurgião e professor liceal  José Augusto Nogueira Sampaio, formado na Universidade Católica de Lovaina e distinto naturalista, e de sua esposa Emília Augusta da Silva Carvalho. A família era uma das mais afluentes da ilha Terceira, ligada ao núcleo mais influente da burguesia da cidade de Angra do Heroísmo.
Após concluir o ensino secundário na sua cidade natal, partiu para Coimbra, onde se matriculou no curso de Medicina. Estudante distinto, obteve o grau de bacharel em medicina e cirurgia pela Universidade de Coimbra em 1888, regressando nesse mesmo ano à ilha Terceira.
Fixou-se em Angra do Heroísmo, onde passou a trabalhar com seu pai, a quem foi paulatinamente sucedendo em vários empregos, entre os quais o de guarda-mor da Estação de Saúde de Angra do Heroísmo, de médico do partido municipal e de médico do Hospital de Santo Espírito da Santa Casa da Misericórdia de Angra do Heroísmo.
Paralelamente, exerceu funções de professor provisório no Liceu Nacional de Angra do Heroísmo e substituiu o pai no cargo de director do Posto Meteorológico de Angra do Heroísmo, que havia sido oficialmente criado em Outubro de 1862 e que ao tempo funcionava num abrigo construído sobre uma das torres sineiras da Igreja do Colégio de Angra.
Teve importante envolvimento cívico, desempenhando cargos dirigentes em diversas instituições. Foi presidente do Montepio Terceirense, presidente da assembleia geral da Sociedade Protectora dos Animais da Ilha Terceira e membro da mesa administrativa do Recolhimento de Jesus, Maria, José (Mónicas), instituição de que foi médico a título gracioso até falecer. Foi sócio fundador da Cozinha Económica Angrense e um dos sócios iniciadores, em sessão realizada a 10 de Fevereiro de 1917, da delegação da Cruz Vermelha Portuguesa em Angra do Heroísmo.
Também se dedicou ao estudo da história natural, continuando os trabalhos de botânica iniciados por seu pai. Foi sócio efectivo da Sociedade Portuguesa de Ciências Naturais e sócio honorário da Academia Físico-Química Italiana, de Palermo (Accademia Fisico-Chimica Italiana di Palermo).
Contudo, o principal motivo de notoriedade é a publicação de uma monumental obra, de 876 páginas, sobre a geografia e a história da ilha Terceira. Intitulada Memória sobre a Ilha Terceira, foi redigida sobre um plano esquissado pelo pai e publicada em 1904 pela Imprensa Municipal de Angra.
Este vasto trabalho sobre a história, a geografia e a história natural da ilha Terceira foi durante a maior parte do século XX a principal obra de referência sobre a ilha, sendo citada inumeráveis vezes por autores subsequentes. Tendo como objectivo registar tudo o que interessa à história natural e à política administrativa e económica daquela ilha, a obra está organizada em «partes», cada uma delas subdivididas em capítulos. 
A primeira «parte» trata da posição geográfica, do descobrimento, da geologia e do vulcanismo da ilha Terceira e dos Açores, recorrendo a extensas transcrições de autores da época. A segunda «parte», que aparece iniciada por um «Preâmbulo» assinada pelo pai do autor, como «Dr. Sampaio», é dedicada à flora terceirense e está organizada de acordo com as publicações feitas pelos naturalistas que visitaram os Açores no século XIX. A terceira «parte» é dedicada à fauna, com informações sobre as espécies conhecidas para a ilha e águas circundantes, recorrendo essencialmente a publicações de cientistas franceses que tinham visitado a ilha nas décadas anteriores. A quarta «parte», muito extensa, é dedicada à topografia da ilha, com capítulos sobre orografia e o litoral, seguidos de descrições e notas históricas sobre largos, praças, instituições, conventos, igrejas, ermidas e fortificações de todas as freguesias da ilha e de vários capítulos sobre os sistemas de governo civil, eclesiástico, militar e fiscal da ilha, o carácter e os costumes populares, a economia e a instrução pública. A quinta e última «parte» é dedicada à história política da ilha, desde o início do povoamento até à época do autor.
Escreveu também a peça de usos e costumes Processo da Moda, sobre os usos e costumes da ilha Terceira, musicada pelo maestro João Lopes e representada dezenas de vezes no Teatro Angrense. Também é autor da peça de teatro de revista intitulada Cosmorama.
Casou em Angra a 27 de julho de 1895 com Laura Pamplona Ramos, com quem teve uma filha, sendo por isso cunhado do também médico Alexandre Martins Pamplona Ramos. Antes do casamento, e com Isabel Mariana Constantina, a mesma mulher que aparece como mãe de um filho natural do seu pai (registado como Alfredo Sampaio em 1889), teve dois filhos, um dos quais, Álvaro da Silva Sampaio, viria a ser presidente da Câmara Municipal de Aveiro e procurador à Câmara Corporativa. Em 1896 era um dos maiores contribuintes do concelho.
Morreu inesperadamente, vítima do contágio no combate à gripe pneumónica durante a epidemia de 1918. O seu funeral foi muito concorrido.

## Obras
- Memória sobre a ilha Terceira. Angra do Heroísmo, Imprensa Municipal, 1904.
- Processo da moda [peça de teatro, inédito].
- Cosmorama [peça de teatro-revista, inédito].